# 韦克斯福德
韦克斯福德（英語：Wexford）位于爱尔兰岛斯萊尼河畔，是爱尔兰韦克斯福德郡的郡治，人口18163人（2006年）。

## 友好城市
- 法國 库埃龙